# Resolutie 56 Veiligheidsraad Verenigde Naties
Resolutie 56 van de Veiligheidsraad van de Verenigde Naties werd op 19 augustus van het derde werkjaar van de Veiligheidsraad aangenomen. De stemming gebeurde op de onderdelen van de resolutie apart. De resolutie bepaalde de modaliteiten van het in Palestina gesloten bestand.

## Achtergrond
In Palestina was een bestand gesloten, maar dit werd niet nageleefd. De VN-Veiligheidsraad bepaalde dat de situatie een gevaar voor de vrede betekende en eiste de stopzetting van het geweld en een vreedzame oplossing voor het conflict.

## Inhoud
De Veiligheidsraad:
- Houdt rekening met berichten van de VN-bemiddelaar over de situatie in Jeruzalem.

1. Wijst de betrokken autoriteiten op resolutie 54.
2. Beslist in nastreving van die resolutie:
a. Elke partij is verantwoordelijk voor troepen onder haar controle of op het door haar gecontroleerde gebied.
b. Elke partij is verplicht elke schending van het bestand door deze troepen te voorkomen.
c. Elke partij is verplicht personen die het bestand schenden snel te berechten.
d. Geen partij is toegelaten het bestand te schenden voor vergeldingsacties.
e. Geen partij heeft recht op militair of politiek voordeel door het bestand te schenden.

## Verwante resoluties
- Resolutie 53 Veiligheidsraad Verenigde Naties riep op het staakt-het-vuren te verlengen.
- Resolutie 54 Veiligheidsraad Verenigde Naties bepaalde dat de situatie een gevaar voor de vrede was.
- Resolutie 57 Veiligheidsraad Verenigde Naties over de dood van de VN-bemiddelaar.
- Resolutie 59 Veiligheidsraad Verenigde Naties over het onderzoek naar de dood van de bemiddelaar en de verdere toepassing van de vorige resoluties.

Lijst ·  38 ·  39 ·  40 ·  41 ·  42 ·  43 ·  44 ·  45 ·  46 ·  47 ·  48 ·  49 ·  50 ·  51 ·  52 ·  53 ·  54 ·  55 ·  56 ·  57 ·  58 ·  59 ·  60 ·  61 ·  62 ·  63 ·  64 ·  65 ·  66